# Capitan Gorilla
Capitan Gorilla (亜空大作戦スラングル?, Aku Daisakusen Srungle), conosciuta anche come Gorilla Force e Mission Outer Space Srungle è una serie televisiva anime giapponese prodotta dalla Kokusai Eigasha.

## Trama
In un futuro remoto la Federazione di Garrick è una ricca e grande colonia spaziale situata in una miriade di asteroidi e pianeti nei pressi di due stelle gemelle. In questo contesto agisce la Gorilla Force, il cui scopo è lottare contro il crimine
Dopo la sua prima pericolosa missione, un test che consisteva nel fare evadere dalla prigione della città di Garrick alcuni membri della squadra, la Gorilla Force ottiene l'autorizzazione ad operare.

## Personaggi
- Capitan Chanse
- Jet
- Mago
- Venus (verrà poi sostituita da Dolly)
- Baby Face
- Super Star (verrà poi sostituito da Sugar)

## Doppiaggio
| Personaggi     | Voce giapponese  | Voce italiana     |
| -------------- | ---------------- | ----------------- |
| Capitano Chase | Akio Nojima      | Sergio Troiano    |
| Mago           | Hiroshi Masuoka  | Paolo Marchese    |
| Venus          | -                | Claudia Penoni    |
| Baby Face      | Toku Nishio      | Luigi Coccimiglio |
| Dolly          | Fumi Hirano      | -                 |
| Superstar      | Hirotaka Suzuoki | -                 |
| Jet            | Tohru Furuya     | -                 |
| Sugar          | Ryūsei Nakao     | -                 |

## Colonna sonora
Sigle di apertura originali
1. Aku Dai-Sakusen no Theme cantata da Keiichi Katagiri (ep. 1-26)
2. Fighting On cantata da Motohiro Hase (ep. 27-53)

Sigle di chiusura originali
1. Ai ni Mezame cantata da Nanami Yagihara (ep. 1-27)
2. Harukana Tomo yo cantata da Shigekazu Iino (ep. 28-53)

Sigla italiana
- Go! Gorilla Force, cantata dagli Odeon Boys (Massimo Dorati)

## Episodi
| Nº | Giapponese 「Kanji」 - Rōmaji                                                                        | In onda           | In onda |
| Nº | Giapponese 「Kanji」 - Rōmaji                                                                        | Giapponese        |         |
| 1  | 「その名はゴリラ PART1」 - Sononaha gorira PART 1                                                    | 21 gennaio 1983   |         |
| 2  | 「その名はゴリラ PART2」 - Sononaha gorira PART 2                                                    | 28 gennaio 1983   |         |
| 3  | 「クライムの牙」 - Kuraimu no kiba                                                                   | 4 febbraio 1983   |         |
| 4  | 「悪魔のハイジャック」 - Akuma no haijakku                                                           | 11 febbraio 1983  |         |
| 5  | 「Ｇ線上のゴリラ」 - G senjō no gorira                                                               | 18 febbraio 1983  |         |
| 6  | 「イプシロンの危機」 - Ipushiron no kiki                                                             | 25 febbraio 1983  |         |
| 7  | 「迷宮の要塞」 - Meikyū no yōsai                                                                     | 4 marzo 1983      |         |
| 8  | 「対決！黒い稲妻 PART1」 - Taiketsu! Kuroi inazuma PART 1                                            | 11 marzo 1983     |         |
| 9  | 「対決！黒い稲妻 PART2」 - Taiketsu! Kuroi inazuma PART 2                                            | 18 marzo 1983     |         |
| 10 | 「魔のメビウスサーキット」 - Ma no mebiususākitto                                                    | 25 marzo 1983     |         |
| 11 | 「Drマンディ絶体絶命!?」 - Dr mandi zettaizetsumei!?                                                 | 1º aprile 1983    |         |
| 12 | 「恐怖の逆噴射ビル」 - Kyōfu no gyaku funsha biru                                                    | 8 aprile 1983     |         |
| 13 | 「マキシマム・Ｄ（デストロイヤー）」 - Makishimamu D (desutoroiyā)                                   | 15 aprile 1983    |         |
| 14 | 「ロシアン・ルーレットの罠」 - Roshia n rūretto no wana                                              | 22 aprile 1983    |         |
| 15 | 「電子世界（ガービッツ・システム）からの脱出」 - Denshi sekai (gābittsu shisutemu) kara no dasshutsu | 29 aprile 1983    |         |
| 16 | 「黒鷲の秘密」 - Kuro washi no himitsu                                                               | 6 maggio 1983     |         |
| 17 | 「謎のウーマンズランド」 - Nazo no ūmanzurando                                                       | 13 maggio 1983    |         |
| 18 | 「鉄鋼巨人の復活」 - Tekkō Kyojin no fukkatsu                                                        | 20 maggio 1983    |         |
| 19 | 「怪物たちの夜」 - Kaibutsu-tachi no yoru                                                            | 27 maggio 1983    |         |
| 20 | 「怒りの悪魔島」 - Ikari no akuma shima                                                              | 3 giugno 1983     |         |
| 21 | 「夕陽の爆破指令」 - Yūhi no bakuha shirei                                                           | 10 giugno 1983    |         |
| 22 | 「さらば友よ」 - Sarabatomoyo                                                                        | 17 giugno 1983    |         |
| 23 | 「クライムの嵐」 - Kuraimu no arashi                                                                 | 24 giugno 1983    |         |
| 24 | 「ドク・マンディ暗殺」 - Doku mandi ansatsu                                                          | 1º luglio 1983    |         |
| 25 | 「乱入！クライムベース」 - Ran'nyū! Kuraimubēsu                                                      | 8 luglio 1983     |         |
| 26 | 「ゴリラ基地襲撃！」 - Gorira kichi shūgeki!                                                         | 15 luglio 1983    |         |
| 27 | 「女人戦隊キャッツ・アイ」 - Nyonin sentai Kyattsu ai                                                | 22 luglio 1983    |         |
| 28 | 「新装備ハイパースラングル」 - Shin sōbi haipāsuranguru                                              | 29 luglio 1983    |         |
| 29 | 「魔のミュータント部隊」 - Ma no myūtanto butai                                                      | 5 agosto 1983     |         |
| 30 | 「暁の電撃作戦」 - Akatsuki no dengeki sakusen                                                       | 12 agosto 1983    |         |
| 31 | 「発進ゴリランオーキー」 - Hasshin goriran'ōkī                                                       | 19 agosto 1983    |         |
| 32 | 「脱走！ジブトリア強制収容所」 - Dassō! Jibutoria kyōseishūyōsho                                     | 26 agosto 1983    |         |
| 33 | 「奪われた辺境都市！」 - Ubawareta henkyō toshi!                                                     | 2 settembre 1983  |         |
| 34 | 「迷宮（ラビリンス）の少女」 - Meikyū (rabirinsu) no shōjo                                           | 9 settembre 1983  |         |
| 35 | 「キグラス奇襲指令」 - Kigurasu kishū shirei                                                         | 16 settembre 1983 |         |
| 36 | 「亜空連合軍起つ」 - A sora rengō-gun tatsu                                                          | 23 settembre 1983 |         |
| 37 | 「奇襲!黒狐の陰謀」 - Kishū! Kuroko no inbō                                                          | 30 settembre 1983 |         |
| 38 | 「ウィーディ族の逆襲」 - U~īdi-zoku no gyakushū                                                      | 7 ottobre 1983    |         |
| 39 | 「ゴリラをかたる偽ゴリラ!?」 - Gorira o kataru nise gorira!?                                         | 14 ottobre 1983   |         |
| 40 | 「ゴーストタウンからの脱出」 - Gōsutotaun kara no dasshutsu                                          | 21 ottobre 1983   |         |
| 41 | 「水底の牙城」 - Minasoko no gajō                                                                    | 28 ottobre 1983   |         |
| 42 | 「激突！ジルコ隕石海峡」 - Gekitotsu jiruko inseki kaikyō                                            | 4 novembre 1983   |         |
| 43 | 「秘められた亜空の謎」 - Hime rareta A sora no nazo                                                  | 11 novembre 1983  |         |
| 44 | 「危機せまる亜空！」 - Kiki semaru A sora!                                                           | 18 novembre 1983  |         |
| 45 | 「よみがえる復讐の魔神軍」 - Yomigaeru fukushū no majin-gun                                          | 25 novembre 1983  |         |
| 46 | 「出現!!神聖亜空獣」 - Shutsugen!! Shinsei A sora-jū                                                 | 2 dicembre 1983   |         |
| 47 | 「クライム恐怖の大進撃！」 - Kuraimu kyōfu no dai shingeki!                                          | 9 dicembre 1983   |         |
| 48 | 「悪魔の人体改造作戦」 - Akuma no jintai kaizō sakusen                                               | 16 dicembre 1983  |         |
| 49 | 「宿敵！ゴリラ対ゲルハント」 - Shukuteki! Gorira tai geruhanto                                       | 23 dicembre 1983  |         |
| 50 | 「猛反撃！怒りの亜空」 - Mō hangeki! Ikari no A sora                                                 | 30 dicembre 1983  |         |
| 51 | 「ギャラクタウン総攻撃」 - Gyarakutaun sō kōgeki                                                     | 13 gennaio 1984   |         |
| 52 | 「栄光にゴリラは翔ける」 - Eikō ni gorira wa kakeru                                                  | 20 gennaio 1984   |         |
| 53 | 「総集編」 - Sōshūhen                                                                                | 27 gennaio 1984   |         |